# Esotossicosi
Il termine esotossicosi viene solitamente utilizzato in clinica medica per indicare l'assunzione incongrua di etanolo.
L'etanolo è un prodotto che si genera dalla fermentazione dei glucidi presenti nella frutta, nei cereali, in alcuni semi e tuberi. 

L'alcol etilico se assunto sotto forma di bevande alcoliche viene trasformato in parte a livello gastrico (stomaco), mentre la maggior parte viene assorbito passando direttamente nel sangue raggiungendo tutti gli organi.
L'eliminazione dell'etanolo avviene principalmente dal fegato in maniera molto lenta, esplica la propria azione a livello di sistema nervoso centrale, con una duplice risposta: inizialmente compare uno stato euforico, successivamente si manifestano sintomi da depressione psichica (diminuzione e rallentamento delle capacità mentali, tristezza, rallentamento dei movimenti, alterazione della coscienza fino al coma, a seconda del livello di alcolemia).